# Manuel Severim de Faria
Manuel Severim de Faria (Lisboa, Fevereiro de 1584 — Évora, Setembro de 1655) foi um sacerdote católico, historiador, arqueólogo, numismata, genealogista e escritor. É também considerado o primeiro jornalista português.

## Biografia
Terá nascido em 1584, em dia desconhecido do mês de Fevereiro, na freguesia de Santa Justa da cidade de Lisboa, sendo baptizado a 22 desse mesmo mês. Era filho de Gaspar Gil Severim, Escrivão da Fazenda e Executor-Mor do Reino, e de sua mulher Juliana de Faria. E tio materno do 1.º Conde de Vila Flor, D. Sancho Manoel de Vilhena. 
A sua família remontava à presença, entre as tropas de D. João I, na Tomada de Ceuta, a 15 de Agosto de 1415, de um Cavaleiro Francês chamado Pierre de Séverin, em Português Pedro Severim, o qual, posteriormente, contraíu matrimónio com Constança Pires de Camões, de origem Galega, tia-bisavó do famoso poeta luso Luís Vaz de Camões.
Manuel Severim de Faria foi para a cidade de Évora ainda criança, ali tendo sido educado por um tio, Baltasar de Faria Severim, Cónego e Chantre da Sé de Évora. Tal cargo viria a assumir um carácter quase hereditário na sua família, uma vez que o próprio Manuel Severim de Faria sucederia a seu tio, sucedendo-lhe, posteriormente, um sobrinho, Manuel de Faria Severim, em 1642, e a este Francisco Severim de Menezes, seu sobrinho. Manuel Severim de Faria viveu, assim, grande parte da sua vida sob a Monarquia Dual, que terá aceite resignadamente, até porque não conheceu outra até ter idade já avançada.
Manuel Severim de Faria frequentou a Universidade de Évora, vindo a ser Mestre em Artes e Doutor em Teologia, para além ter recebido as várias ordens sagradas católicas. Seu tio Baltasar renunciou, repentinamente, ao lugar de chantre da Sé de Évora, em 1609, possivelmente porque não quis colocar-se ao serviço de D. Filipe I, que quereria vê-lo como seu embaixador em Roma. Baltasar de Faria tornou-se, assim, frade na Cartuxa de Évora, da qual tinha sido um dos fundadores e onde viria, mais tarde, a ser prior, para além de ocupar outros cargos, como visitador da sua Ordem. Chegou a fundar vários novos conventos.
Manuel Severim de Faria, então com 25 anos, sucedeu, assim, a seu tio no Cabido da Sé de Évora, adquirindo o direito de receber somas elevadas, fruto de disposições eclesiásticas que lhe asseguraram diversas rendas e outros benefícios. Devido à sua formação escolástica e forma de ser, Severim de Faria pôde aplicar as avultadas verbas a que tinha acesso na aquisição de uma das mais famosas e bem apetrechadas bibliotecas do seu tempo.
De acordo com o seu primeiro biógrafo, José Barbosa, tal biblioteca conteria não apenas as principais obras publicadas ao tempo, como inúmeros manuscritos de diversas épocas, incluindo papiros egípcios, entre outras preciosidades. Da sua biblioteca, reunida ao longo da sua vida a expensas próprias, temos notícia de que se comporia de quase 400 volumes. Era também
referenciado como disponibilizando frequentemente a viajantes, curiosos e amigos tal espólio para consulta e estudo.

## O historiador e erudito
Severim de Faria era um curioso e estudioso, interessando-se pela história nos seus múltiplos aspectos, sendo hoje considerado um autor de referência para a genealogia da família real, bem como no âmbito da numismática e arqueologia. Fruto dos seus contactos locais e nacionais obteve um acervo de peças romanas de considerável dimensão, nomeadamente no que a moedas romanas diz respeito. Também tinha inúmeros exemplares de moedas dos reinos godos e mouros e dos reis de Portugal, sobre as quais escreveu vários estudos, que se tornaram imprescindíveis e inúmeras vezes citados, nacional e internacionalmente.
Ainda na sua vertente de historiador, efectuou vários estudos genealógicos sobre os reis de Portugal e várias famílias nobres. E escreveu as primeiras biografias de Camões, João de Barros, Diogo do Couto e outros personagens relevantes do seu tempo.
O seu labor intelectual não lhe permitiram manter-se afastado da política, sujeito de sucessivas discórdias e conflitos. Deverá ter-se em conta que à época reinavam em Portugal a dinastia filipina, com tudo o que tal implicava de tensões, seja no plano interno, seja por via das intervenções em conflitos europeus.
Assim, a sua intervenção política deu-se naturalmente por via da escrita. Em 1624
Severim de Faria publicou a obra Discursos Vários Políticos, na qual advogou, nomeadamente, a transferência da sede da corte de Madrid para Lisboa . Como homem do seu tempo, manifestou-se contrário ao perdão geral dado aos cristãos novos, de 1601, concedido a troco da entrega de elevada quantia de dinheiro à Coroa pelos judeus de Lisboa em dois pequenos livros: Razões Para Não Se Admitirem Sinagogas em Portugal e Relação dos Castigos Que Tiveram os Reis de Portugal Que Favoreceram os Judeus.

## Notícias de Portugal
A obra mais conhecida e referenciada de Manuel Severim de Faria é, contudo, o livro Notícias de Portugal, compilação de vários textos, designando por Discursos, onde se debruça sobre os mais variados temas, como sejam a Milícia, a Nobreza, a Moeda, as Universidades, a Evangelização, a Carreira das Naus e a Peregrinação, aos quais se juntam, ainda, várias biografias dos Cardeais portugueses até então e alguns elogios da sua autoria e de outros autores sobre vários personagens.
Publicado em 1655, no ano da sua morte, o livro Notícias de Portugal surgiu 21 anos depois da publicação dos Discursos Vários Políticos. Contudo, os Discursos de ambas as publicações eram similarmente direccionados à “instrução política das artes, em que hão-de ser doutrinados
os mancebos nobres da República, conforme os preceitos do filósofo”, explicando ainda da razão de ser da distância temporal das duas publicações referidas e da sua génese:
| “ | tendo eu naquele tempo uma obra grande, que intitulava: Noticia de Portugal, e suas conquistas: já quase em estado para se poder imprimir (…) com tudo como as cousas daqueles anos para cá tiveram tão grande mudança, recresceram tais inconvenientes, que sustive na execução de tal intento. Porém, entendendo eu, que não seriam de menor serviço público alguns discursos dos muitos, que nesta obra se continham sobe diversas matérias, assim políticas, como de vária lição, me pareceu comunicá-los a todos, e pelo que participam de seu primeiro original, dar-lhe o título de Notícias de Portugal. | ” |

Certamente os “inconvenientes” referidos diriam respeito às condições políticas de então, pois Portugal encontrava-se sob o domínio filipino. Porém, mesmo após a Restauração, certas reservas se terão mantido, pois que, se após a finalização do livro, em Outubro de 1653, correram normalmente os prazos das várias autorizações para a sua publicação, as mesmas se interromperam por mais de um ano e meio, apenas sendo dadas as duas finais já em cima da momento da morte do autor. Dos textos originalmente previstos para a referida Notícia de Portugal e Suas Conquistas, foram apenas publicados parcialmente alguns, nos indicados Discursos Vários Políticos e nas Notícias de Portugal.
Da sua posição como chantre, e certamente pela consideração de terceiros pelo seu saber, Manuel Severim de Faria construiu uma vasta rede de contactos sociais, fosse entre as famílias relevantes da sua cidade, fosse entre os missionários de várias congregações e mesmo da Corte, onde seu meio-irmão Francisco Severim de Faria havia sucedido a seu pai como Escrivão-mor do Reino).

## O jornalista
Certo é que essa rede de contactos lhe possibilitava aceder a todo o tipo de informações, receber novas de todas as partes do mundo, para além de se corresponder, igualmente, com pessoas deslocadas e viajantes pelos quatro quantos do mundo conhecido, o que de muito lhe terá valido para os seus escritos, incluindo para a elaboração das Relações, e para a obtenção da sua valiosa biblioteca. Por exemplo, nas suas Notícias Importantes dos Anos de 1606, 1607, 1608 Em Que Se Compreendem Várias Coisas Pertencentes à História de Portugal, Severim de Faria vai dando conta, por vezes pormenorizadamente, dos principais acontecimentos ocorridos em Portugal e na Europa. É o início do seu labor “noticioso” que se veio a consubstanciar em 31 relações escritas entre 1610 e 1640 - História Portuguesa e de Outras Províncias do Ocidente, Desde o Ano de 1610 Até o de 1640 da Feliz Aclamação d’El-Rei D. João o IV Escrita em Trinta e Uma Relações - , relatos manuscritos anuais dos principais eventos, certamente dirigidas a uma pluralidade de personalidades. Dessas relações manuscritas extraiu-se o conteúdo das duas únicas objecto de publicação sob o título Relação vniversal do que se svccedeo em Portugal, & mais Prouincias do Occidente, & Oriente, desdo mes de Março de 625 atê todo Setembro de 626.
Publicadas em dois anos consecutivos, constituem a primeira publicação de carácter jornalístico portuguesa, constando de pequenas notícias, por ordem cronológica ao longo do ano a que dizem respeito, e publicadas, a primeira no ano de 1626 e a segunda em 1627, tendo esta uma segunda edição em 1628.

## Últimas obras e morte
Manuel Severim de Faria terá ainda contribuído para a primeira publicação da obra de Fernão Mendes Pinto, Peregrinação, em virtude de contactos que tinha com eruditos e tradutores castelhanos.
Sentindo-se cansado pelos anos e afectado por várias maleitas, renunciou em favor do seu sobrinho Manuel de Faria Severim, primeiramente como Cónego, em 1633, e posteriormente como chantre, em 1642, no dia seguinte a ter terminado o Índex do Cartório do Cabido da Sé de Évora.
Em 1638, Severim de Faria escreveu as Razões Contra a União Que se Pretenda Juntar o Reino de Portugal ao de Castela, onde, reflectindo sobre uma problemática que cruzava a sociedade de então, o autor defende, na linha das suas observações e escritos anteriores, a inviabilidade dessa hipotética união, em virtude das diferentes características, costumes, cultura e história dos dois reinos.
Após a Restauração, os escritos de Manuel Severim de Faria reflectem já não tanto aquelas características que lhe eram comuns como sejam a profunda e apaixonada reflexão e intervenção nas grandes questões do seu tempo, mas mais um carácter espiritual, como o comprovam a finalização em 1642 da Relação da Vida Solitária da Serra da Ossa, em 1643 a obra Exercícios de Perfeição e doutrina espiritual Para Extinguir e Adquirir Virtudes, impressa em Lisboa e, em 1651, o Prontuário Espiritual. Terá terminado a sua profícua obra, já na antevisão do seu próprio fim, com um escrito de carácter autobiográfico: Lembranças Próprias, ou Memórias da Sua Vida, e Tempo Desde 1609 Até 1655.
Manuel Severim de Faria faleceu em 1655 (a 25 de Setembro ou a 16 de Dezembro), aos 71 anos de idade, em virtude de uma forte crise de icterícia, ficando sepultado, por seu desejo expresso, junto a seu tio Baltasar de Faria Severim, na Cartuxa de Évora.
Com a extinção das ordens religiosas, decretada em 1834, e com a demolição do antigo Convento de São Domingos de Évora para a construção no local de uma nova praça, os cidadãos locais pretenderam preservar a memória de um outro religioso eborense famoso, André de Resende, organizando-se para a transladação dos seus restos mortais para a Sé de Évora. Na sequência, foi recordado Manuel Severim de Faria, e por forma a sua memória não correr igual risco, uma vez que a Cartuxa de Évora se encontrava abandonada, a 30 de Julho de 1839 os seus restos mortais, juntamente com os de Baltasar de Faria Severim, foram transladados para a Sé Catedral de Évora, onde actualmente se encontra o seu túmulo, cuja tampa, mandada realizar pelo próprio, tem a seguinte inscrição: 
| “ | Manuel Severim de Faria Chantre e Cónego da Sé de Évora elegeo para si esta sepultura assim por sua devoção, como por estar nella o corpo do P. D. Basílio de Faria seu tio, que falleceo sendo Prior deste Convento a 5 de Abril de 1625. | ” |

## Cronologia
- 1583 – Nasce em Lisboa Manuel Severim de Faria
- 1598 – Com 15 anos apenas, já escreve versos
- 1599 – Continua a escrever versos
- 1604 – A viagem que fez com o Tio Baltasar de Faria a Guadalupe (Espanha) em peregrinação religiosa, dá-lhe assunto para escrever a “Memória de Chelas” e uma carta a Pedro de Mendanha
- 1608 – Seu tio Baltasar de Faria renuncia nele o cargo de cónego de Évora
- 1609 – O mesmo tio Baltasar renuncia nele também a função de chantre. Severim escreve o  Itinerário de Miranda. Saem na 2ª parte da Monarchia Lusytana de Brito dois epigramas latinos de sua autoria
- 1610 – 1611 – É a estes anos que se refere a primeira Relação manuscrita
- 1615 – Severim oferece ao duque D. Teodósio II a Árvore Genealógica da Casa de Bragança
- 1618 – Carta escrita de Macau pelo Padre M. Dias Júnior. Severim ordena o Índice do livro 4º dos originais do arquivo do Cabido Eborense
- 1619 – Outra carta de Macau, que se encontra na caixa 29 dos manuscritos da Biblioteca Nacional
- 1621- Carta datada de Angola a Severim, do missionário Mateus Cardoso
- 1622 – Obrigação dos Reis de Portugal sobre a convenção dos povos da Guiné. Instruções a seu sobrinho D. Francisco Manuel, que partia para a Índia
- 1624 – Publicação, em Lisboa, dos Discursos vários políticos
- 1625 – Jornada a Maçans da D. Maria. Morreu seu tio, Baltasar de Faria, que tomara o nome de D. Basílio, por ter passado para Cartuxo de Évora. Severim coordena a Noticia de Portugal e suas Conquistas, donde depois extrai a obra “Noticias de Portugal”
- 1626 – É publicado, em Lisboa, a sua “Relação Universal”
- 1627 - Publicação, em Braga, de outra Relação
- 1628 – Nova edição, em Évora, de segunda Relação
- 1633 – Severim renuncia ao cargo de Cónego em seu sobrinho Manuel de Faria.
- 1634 – Severim é nomeado pelo cabido de Évora para ir cumprimentar D. Margarida de Aústria que passa de Évora para Lisboa, a fim de governar o Reino.
- 1638 – “Razões contra a União que se pretendia de Portugal a Castela.
- 1639 – Severim escreve a “Vida do Padre Gaspar de Macedo”
- 1641 – Ultima data a que se referem as Relações Manuscritas.
- 1642 – Escreve o index do Cartorio do Cabido de Évora. Renuncia o chantrado no sobrinho.
- 1643 – Observações sobre os males. Escreve a “ Relação da Vida Solitária da Serra de Ossa.
- 1649 – Severim publica em Lisboa o “Exercício de Perfeição”
- 1651 – Publica o “Prontuário Espiritual” (em Lisboa).
- 1652 – Lança, em Évora, nos alicerces do baluarte que se erigiu com o nome de Teodósio, em honra do príncipe com esse nome, uma pedra com o nome de Severim de Faria.
- 1655 – São publicadas, em Lisboa, as “Noticias de Portugal”. Morre, em Évora.